# Războiul stelelor – Episodul II: Atacul clonelor
Războiul stelelor - Episodul II - Atacul clonelor (denumire originală: Star Wars Episode II: Attack of the Clones) este un film SF din 2002, regizat de George Lucas după un scenariu de Lucas și Jonathan Hales. Este al cincilea film lansat în seria Războiul stelelor și al doilea film în ordinea cronologică a seriei de filme Războiul stelelor.
Acțiunea filmului este situată la zece ani după evenimentele din Războiul stelelor - Episodul I: Amenințarea fantomei, când galaxia este în pragul unui război civil. Republica continuă să se zbată pentru supraviețuire. O mișcare separatistă care include sute de planete și alianțe puternice aduce noi amenințări galaxiei. Aceste mișcări, plănuite îndelung de forțe încă necunoscute, duc la izbucnirea Războiului Clonelor și la începutul sfârșitului Republicii. 
Pentru a controla această stare conflictuală, Cancelarul Suprem Palpatine autorizează înființarea Marii Armate a Republicii, al cărei rol este de a le veni în ajutor cavalerilor Jedi.
În acest context se întâlnesc Obi-Wan Kenobi, Padmé Amidala și Anakin Skywalker, pentru prima oară după conflictul dintre Federație și planeta de origine a Amidalei, Naboo. Între timp, Anakin Skywalker și-a terminat ucenicia pe lângă Obi-Wan Kenobi, care la rândul său a devenit Maestru Jedi, iar Padmé Amidala, fosta regină a planetei Naboo este acum Senator. Anakin Skywalker și Obi-Wan Kenobi primesc misiunea de a o proteja pe Padmé, care este amenințată cu moartea.
Pentru a dezlega misterul care se ascunde în spatele acestei amenințări, Obi-Wan Kenobi ajunge pe două planete izolate, aflate la marginea galaxiei. Aici întâlnește un vânător de recompense al cărui rol în dezlegarea misterului se dovedește mai important decât bănuise inițial Obi-Wan. De asemenea, el face cunoștință cu un Maestru Jedi foarte respectat odinioară, acum liderul mișcării separatiste.
În timp ce Obi-Wan Kenobi călătorește prin galaxie pentru a-și îndeplini misiunea, Anakin Skywalker rămâne alături de Padmé pentru a o proteja. Între cei doi ia naștere un sentiment puternic și se trezesc sfâșiați între datorie și o iubire imposibilă. Deciziile pe care le iau ei și Obi-Wan Kenobi au impact asupra destinului întregii Republici Galactice.
Twentieth Century Fox prezintă Războiul stelelor - Episodul II - Atacul Clonelor, o producție LucasFilm. Regia și scenariul sunt semnate de George Lucas. Producătorul este Rick McCallum. În rolurile principale sunt Ewan McGregor, Natalie Portman, Hayden Christensen, Samuel L. Jackson, Christopher Lee și Ian McDiarmid.

## Subiectul filmului
Au trecut zece ani de la momentul acțiunii filmului Războiul stelelor - Episodul I: Amenințarea fantomei și Republica Galactică trece printr-o criză. Fostul Maestru Jedi, Contele Dooku, a organizat o mișcare Separatistă contra Republicii, făcând greutăți ordinului cavalerilor Jedi în menținerea păcii. Republica intenționează să adune o armată pentru a-l ajuta pe Jedi, făcându-o pe Senatoarea Padmé Amidala, fosta regină a planetei Naboo, să se întoarcă pe planeta Coruscant pentru a vota pentru sau contra acestei chestiuni. Când sosește, abia reușește să scape cu viață dintr-o tentativă de asasinat. Cutremurându-se la gândul primejdiei prin care a trecut, cancelarul suprem Palpatine îi alege pe Cavalerul Jedi Obi-Wan Kenobi și ucenicul său Anakin Skywalker pentru a o păzi. În noaptea aceea, are loc o nouă tentativă asupra vieții Senatoarei, deși Obi-Wan și Anakin împiedică acel complot, dar și pe asasina care este amuțită pentru totdeauna de către persoana misterioasă care o angajase, când Jedi o forțează să dezvăluie informații vitale. Întorcându-se la Templul Jedi, Obi-Wan este ales să afle cine a ucis-o pe asasină, în timp ce Anakin trebuie să o însoțească pe Senatoarea Amidala până pe planeta ei natală, Naboo. Anakin, care s-a îndrăgostit de Padmé, se bucură că are ocazia să petreacă timp cu ea, deși Padmé nu recunoaște că simte și ea ceva pentru el, căci acest lucru ar fi contra codurilor morale necesare carierelor de Jedi și de senator.
Investigația lui Obi-Wan îl duce pe îndepărtata planetă Kamino, unde el descoperă că o armată de clone este adunată în secret pentru Republică. Obi-Wan își dă seama că ghidul clonelor, un vânător de recompense pe nume Jango Fett, este ucigașul pe care îl caută. După ce încearcă fără succes să îl prindă, Obi-Wan dă de urma lui pe planeta Geonosis. Între timp, Anakin, este îngrijorat din cauza unor coșmaruri repetate despre mama lui, pe care a lăsat-o în urmă pe Tatooine, când a plecat să devină un Jedi, iar ea era în mare pericol. Sfidând ordinele primite de a rămâne pe Naboo, Anakin o convinge pe Padmé să îl însoțească până pe Tatooine pentru a-și salva mama. Acolo, el descoperă că ea a fost răpită și bătută de invadatorii tuscheni și ea moare în brațele sale. Anakin cedează din cauza durerii și furiei sale, măcelărind întreaga comunitate tuschenă.
Între timp Obi-Wan este capturat de către contele Dooku.Anakin primește mesajul de la maestrul său și merge cu Padmé pe Geonosis dar sunt capturați de către Jango Fett în fabrica de droizi.Pe Coruscant se votează crearea armatei de clone iar maestrul Jedi Mace Windu merge pe Geonosis pentru ai salva pe Jedi. Când ajunge, Contele Dooku este surprins văzând toți cavaleri Jedi eliberându-i pe Obi-Wan, Anakin și Padmé.Mace Windu îl ucide pe Jango Fett iar trupele de clone sosesc la timp pentru ai ajuta pe Jedi. Dooku fuge urmărit de Anakin și Obi-Wan dar este prins. Aceștia încep o luptă cu lightsaber iar Dooku îi taie lui Anakin brațul. Yoda apare, luptându-se cu Dooku. Dar cum vede că nu îl poate învinge, Dooku creează o diversiune și scapă, îndreptându-se spre Coruscant unde se întâlnește cu Darth Sidious căruia îi dă vești că războiul clonelor a început. În cele din urmă, Anakin se căsătorește cu Padmé pe Naboo în timp ce clonele se pregătesc de RĂZBOIUL CLONELOR.

## Distribuția
- Ewan McGregor ca Obi-Wan Kenobi: Un cavaler Jedi și mentor pentru studentul său padawan, Anakin Skywalker, care investighează tentativa de asasinare a lui Padmé, ceea ce l-a dus la descoperirea faptului că se adună o armată a clonelor.
- Hayden Christensen ca Anakin Skywalker: Studentul padawan al lui Obi-Wan și cunoscut ca fiind "cel ales". El este considerat a fi acel Jedi care "va aduce echilibrul în cadrul forței".
- Natalie Portman ca Senatoarea Padmé Amidala: Cea care a fost aleasă recent Senatoarre a Naboo după ce a fost regină, timp de două mandate ca regină.
- Ian McDiarmid ca, cancelarul Palpatine: Un fost senator galactic de pe Naboo, care este optimist în privința viitorului Republicii, crede în negocierile Separatiștii, în ciuda faptului că riscă să pornească un război.
- Samuel L. Jackson ca Mace Windu: Un membru al Consiliului Jedi.
- Anthony Daniels  ca vocea lui C-3PO.
- Kenny Baker ca R2-D2.
- Frank Oz ca vocea lui Yoda.

## Producția

### Scrierea scenariului
În 1999 și 2000, Lucas a transformat ideile sale original pentru Episodul II într-un scenariu. Jonathan Hales, care scrisese mai multe episoade din Cronicile tânărului Indiana Jones pentru Lucas, a fost co-autorul scenariului. Subtitrarea filmului subtitle a primit reacții negative când a fost prima dată lansată; unii au comparat-o cu titlul filmului Atacul femeii de 50 de picioare înălțime. Ca deghizare în timpul filmărilor, "titlul de lucru" al filmului a fost Marea aventură a lui Jar Jar, cu intenție sarcastică din cauza răspunsului negativ al fanilor la personajul din Episodul I.

### Filmările
Fotografiile principale au fost făcute între 26 iunie 2000 și 20 septembrie 2000 în studiourile 20th Century Fox din Australia. 

### Coloana sonoră
Coloana sonoră a filmului a fost lansată în 23 aprilie 2002 de Sony Classical. Muzica a fost compusă și dirijată de John Williams și interpretată de Vocile Londrei și de Orchestra simfonică din Londra.

## Teme
Observatorii cred că modul în care a ajuns Palpatine la putere este foarte asemănător cu cel al lui Adolf Hitler din Germania nazistă; fiind Cancelarul Germaniei (Imperiul German), i s-a acordat "forțe în caz de urgență" la fel cum a primit și cancelarul Palpatine. S-au făcut comparații cu Octavian, care a devenit Augustus, primul împărat al Romei; și cu Napoleon Bonaparte, care a ajuns la putere în Franța din 1796 până în 1799. Octavian a fost responsabil de morțile mai multor sute de adversari politici, cu mult înainte de avea forțe de tribun; Bonaparte a fost ales prim consul pe viață (și mai târziu Împărat) de Consulatul Francez după o tentativă eșuată asupra vieții sale și o lovitură care a urmat după aceea, în 18 noiembrie 1799. Unii au găsit paralele cu Războiul Civil American, făcând legătura între Separatiști și Statele Confederate ale Americii; numele oficial dat grupului separatist este "Confederația Sistemelor Independente". Numele armatei guvernului, "Armata colosală a Republicii", este același atât în Războiul stelelor cât și în Războiul Civil American, iar atât Palpatine cât și Lincoln au avut puterea de a declara oricând război și de a suspenda multe drepturi civile.

## Lansarea

### Recenzii
Atacul clonelor a primit în general recenzi mixte. Pe Rotten Tomatoes are 67% recenzii pozitive.